# Riviera International Film Festival
Il Riviera International Film Festival (RIFF) è un festival internazionale del cinema dedicato ai registi under 35 che si tiene ogni anno a Sestri Levante. Dall'edizione 2018, è presente una sezione interamente dedicata ai documentari.
Il RIFF è un festival cinematografico nato nel 2017 dalla passione per il cinema e per la Liguria del produttore di Los Angeles Stefano Gallini-Durante, fondatore e presidente dell'appuntamento, e del direttore esecutivo e co-fondatore Vito D’Onghia. Nell'edizione 2018 il Riviera International Film Festival si è allargato a Portofino, con l'obiettivo di raggiungere altre città della Riviera ligure nelle prossime edizioni. Il Riviera International Film Festival si propone di portare nella Riviera ligure di Levante un festival internazionale del cinema caratterizzato da un format innovativo, che coniughi la domanda crescente di formazione sulle tecniche cinematografiche, insieme all'opportunità di dare uno spazio qualificato ai giovani registi under 35 del cinema indipendente. 
Il RIFF affianca, alle proiezioni di film e documentari, panel, conferenze, incontri, laboratori e masterclass di professionisti di livello mondiale.

## Edizione 2017

### La giuria
La giuria della prima edizione del Riviera International Film Festival (dal 26 al 30 aprile 2017) fu composta da David Franzoni (presidente di giuria), Marton Csokas, Gianni Quaranta, Valentina Lodovini, Marta Perego e Stefano Gallini-Durante. Alessandra Mastronardi fu la madrina del RIFF2017.

### I film in concorso
- Il nostro ultimo di Ludovico Di Martino
- Sami blood di Amanda Kernell
- Out of love di Paloma Aguilera
- Marija di Michael Koch
- È solo la fine del mondo di Xavier Dolan
- Baden Baden di Rachel Lang
- Appena apro gli occhi di Leyla Bouzid
- Il più grande sogno di Michele Vannucci
- Autumn lights di Angad Aulakh
- El abrazo de la serpiente di Ciro Guerra

### I vincitori
- RIFF2017 Best Film Award: El abrazo de la serpiente di Ciro Guerra
- RIFF2017 Best Director Award: Amanda Kernell (Sami blood)
- RIFF2017 Best Actress Award: Baya Medhaffer (Appena apro gli occhi)
- RIFF2017 Best Actor Award: Daniil Vorobyov (Out of love)
- RIFF2017 Audience Award: Sami blood di Amanda Kernell
- RIFF2017 Special Mention: Baden Baden di Rachel Lang

### Le masterclass
Le masterclass dell'edizione 2017 del Riviera International Film Festival furono tenute dallo scenografo Gianni Quaranta (Oscar alla miglior scenografia nel 1987 per Camera con vista di James Ivory), dallo sceneggiatore David Franzoni (Oscar al miglior film nel 2001 per Il Gladiatore di Ridley Scott) e dall'attore Marton Csokas (Il Signore degli Anelli di Peter Jackson, The Amazing Spider-Man 2 di Marc Webb, Sin City - Una donna per cui uccidere di Frank Miller).

## Edizione 2018

### La giuria
L'edizione 2018 (dal 2 al 6 maggio) vide affiancarsi, alla giuria per i film, una giuria specifica per i documentari. I componenti della giuria film furono l'attore statunitense Matthew Modine (presidente di giuria), l'attrice italiana Violante Placido, lo sceneggiatore statunitense Ed Solomon, la giornalista italiana Paola Jacobbi e l'agente statunitense John Campisi. I componenti di quella documentari furono il climatologo neozelandese Nigel Tapper (presidente di giuria e membro dell'Intergovernmental Panel on Climate Change, Premio Nobel per la pace nel 2007 insieme ad Al Gore), l'attrice cilena Cote de Pablo e l'imprenditrice italiana Gaia Trussardi. Durante il primo giorno della manifestazione, Matthew Modine ha rivelato che il suo personaggio nella serie televisiva statunitense Stranger Things (il Dottor Brenner) non è morto nella seconda stagione, e che tornerà in quelle successive.

### Le pellicole in concorso

#### I film
- The seen and unseen di Kamila Andini
- Gutland di Govinda Van Maele
- M di Sara Forestier
- Ho bisogno di te di Manuel Zicarelli
- Thirst street di Nathan Silver
- Filthy di Tereza Nvotovà
- Bad lucky goat di Samir Oliveros
- Cargo di Gilles Coulier
- I am truly a drop of sun on earth di Elene Naveriani
- Firstborn di Aik Karapetian

#### I documentari
- A river below di Mark Grieco
- Ivory di Sergey Yastrzhembsky
- Living in the future's past di Susan Kucera
- Death by design di Sue Williams
- Blue di Karina Holden

### I vincitori
- RIFF2018 Best Film Award: Filthy di Tereza Nvotovà
- RIFF2018 Best Director Award: Elene Naveriani (I am truly a drop of sun on earth)
- RIFF2018 Best Actress Award: Sara Forestier (M)
- RIFF2018 Best Actors Award: Sam Louwyck, Sebastien Dewaele e Wim Willaert (Cargo)
- RIFF2018 Audience Award: Filthy di Tereza Nvotovà
- RIFF2018 Best Documentary: Blue di Karina Holden
- RIFF2018 Student Jury Award: Living in the future's past di Susan Kucera

### Le masterclass
Come per l'edizione 2017, sono state organizzate tre masterclass: For the love of acting: the business and the heart dell'attrice cilena Cote de Pablo (interprete di Ziva David nella serie televisiva statuinense NCIS - Unità anticrimine), The fight against mediocracy del direttore della fotografia austriaco Peter Zeitlinger (che collabora dal 1995 con il regista tedesco Werner Herzog) e The inner process of writing in film and tv dello sceneggiatore statunitense Ed Solomon (autore delle sceneggiature di Men in Black di Barry Sonnenfeld, Charlie's Angels di McG, Now you see me - I maghi del crimine di Louis Leterrier).

## Edizione 2019
L'edizione 2019 si è svolta dal 7 al 12 maggio 2019, tra Sestri Levante e altre località del Tigullio. Inoltre, il disegnatore di Tex Stefano Biglia ha collaborato alla creazione dell'immagine del RIFF2019.

### I vincitori
- RIFF2019 Icon Award: Claire Forlani

- RIFF2019 Best Film Award: Sons of Denmark di Ulaa Salim
- RIFF2019 Best Director Award:  Tamas Yvan Topolanszky (Curtiz)
- RIFF2019 Best Actress Award: Noémie Merlant (Paper Flags)
- RIFF2019 Best Actors Award: Guillaume Gouix (Paper Flags)
- RIFF2019 Audience Award: Hopelessly Devout di Marta Diaz de Lope Diaz
- RIFF2019 Jury Award: Gwen di William Mc Gregor
- RIFF2019 Achievement Award: Fanni Metelius (The Heart)
- RIFF2019 Sky Special Award: Summer Survivor di Marija Kavtaradze
- RIFF2019 Best Documentary: Chasing The Thunder di Marc Levin
- RIFF2019 Student Jury Award: Chasing The Thunder di Marc Levin

## Edizione 2020
L'edizione 2020 si è svolta online dal 10 al 26 agosto 2020, con la sola premiazione in presenza a Sestri Levante il 29 agosto.

### I vincitori
- RIFF2020 Icon Award: Claudia Gerini

- RIFF2020 Best Film Award: Relativity di Mariko Minoguchi
- RIFF2020 Audience Film Award: Supernova di Bartosz Kruhlik
- RIFF2020 Best Documentary: Strike! – Fighting for the Future  di Francesca Floris, Pietro Jellinek, Davide Petrosino
- RIFF2020 Audience Documentary Award: The Need to Grow di Rob Herring, Ryan Wirick

## Edizione 2021
- L'edizione 2021 si è svolta in parte online e in parte dal vivo dal 20 al 30 maggio 2021. Il fotografo Rohn Meijer, che ha catturato top model come Linda Evangelista e Claudia Schiffer, ha ideato la locandina del festival. Gli spettatori hanno potuto vedere i film della manifestazione sulla piattaforma online Mymovies, oppure in sala, come nel caso dei documentari che erano contemporaneamente nei cinema di Sestri Levante, sede del festival. La manifestazione dal vivo ha ospitato 6 masterclass: Sinergia tra emozioni, musica e immagini tenuta da Mokadelic, autori della colonna sonora di Gomorra - La serie e L'immortale insieme a Flippermusic, uno dei maggiori editori e produttori musicali italiani; Il lavoro del produttore, un viaggio attraverso il mondo della produzione in Italia, dalla pubblicità alle serie tv e al cinema in cui la produttrice della serie Made in Italy, Ada Bonvini, ha spiegato nel dettaglio il suo lavoro; Documentari e film, strumenti per migliorare il mondo tenuta da Andrea Crosta, ambientalista e parte di Earth League International, l'intelligence per la salvaguardia dell'ambiente; La regia nell'epoca della sua riproducibilità in streaming tenuta dal regista Carlo Carlei; Sceneggiatura e regia, la storia nel cinema oggi e nel passato tenuta da Kenneth Lonergan, il regista e sceneggiatore del film Premio Oscar Manchester by the sea e Le grandi produzioni cinematografiche americane tenuta da Eric Kopeloff, produttore, tra gli altri, del film di Oliver Stone, Snowden.

### I vincitori
- RIFF2021 Icon Award: Aubrey Plaza[7]

- RIFF2021 Best Film Award: As Far as I Know di Nandor Lorincz e Balint Nagy
- RIFF2021 Best Director Award: Malou Reymann (A Perfectly Normal Family)
- RIFF2021 Best Actress Award: Kaya Toft Loholt (A Perfectly Normal Family)
- RIFF2021 Best Actors Award: Julian Vergov (German Lessons)
- RIFF2021 Audience Award: Spagat di Johannes Koch
- RIFF2021 Best Documentary: Newtopia di Audun Amundsen